# Cupha prosope
Cupha prosope är en fjärilsart som beskrevs av Fabricius 1775. Cupha prosope ingår i släktet Cupha och familjen praktfjärilar. Inga underarter finns listade i Catalogue of Life.

## Bildgalleri

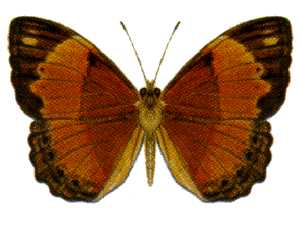
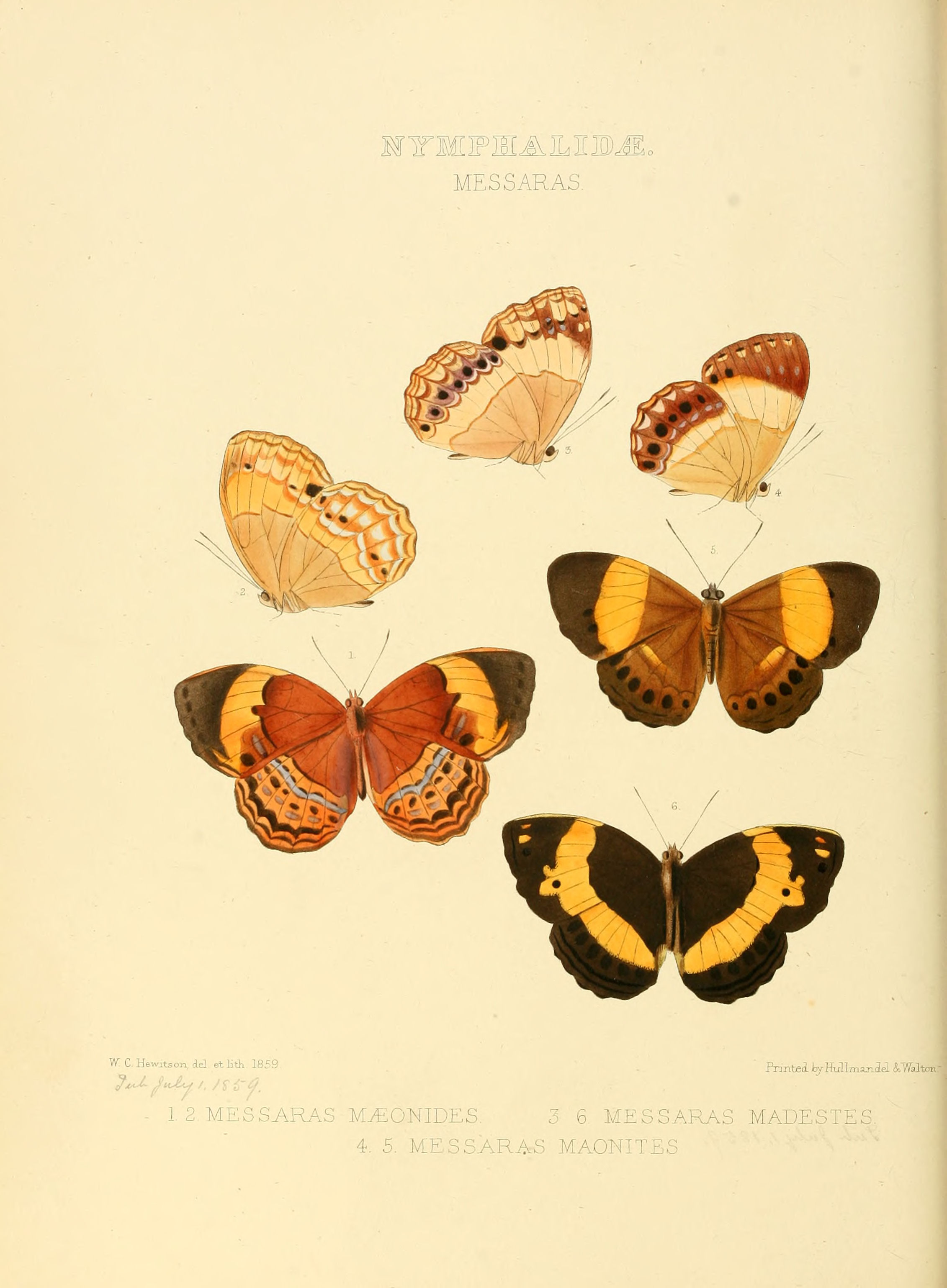